# Michael Vergers

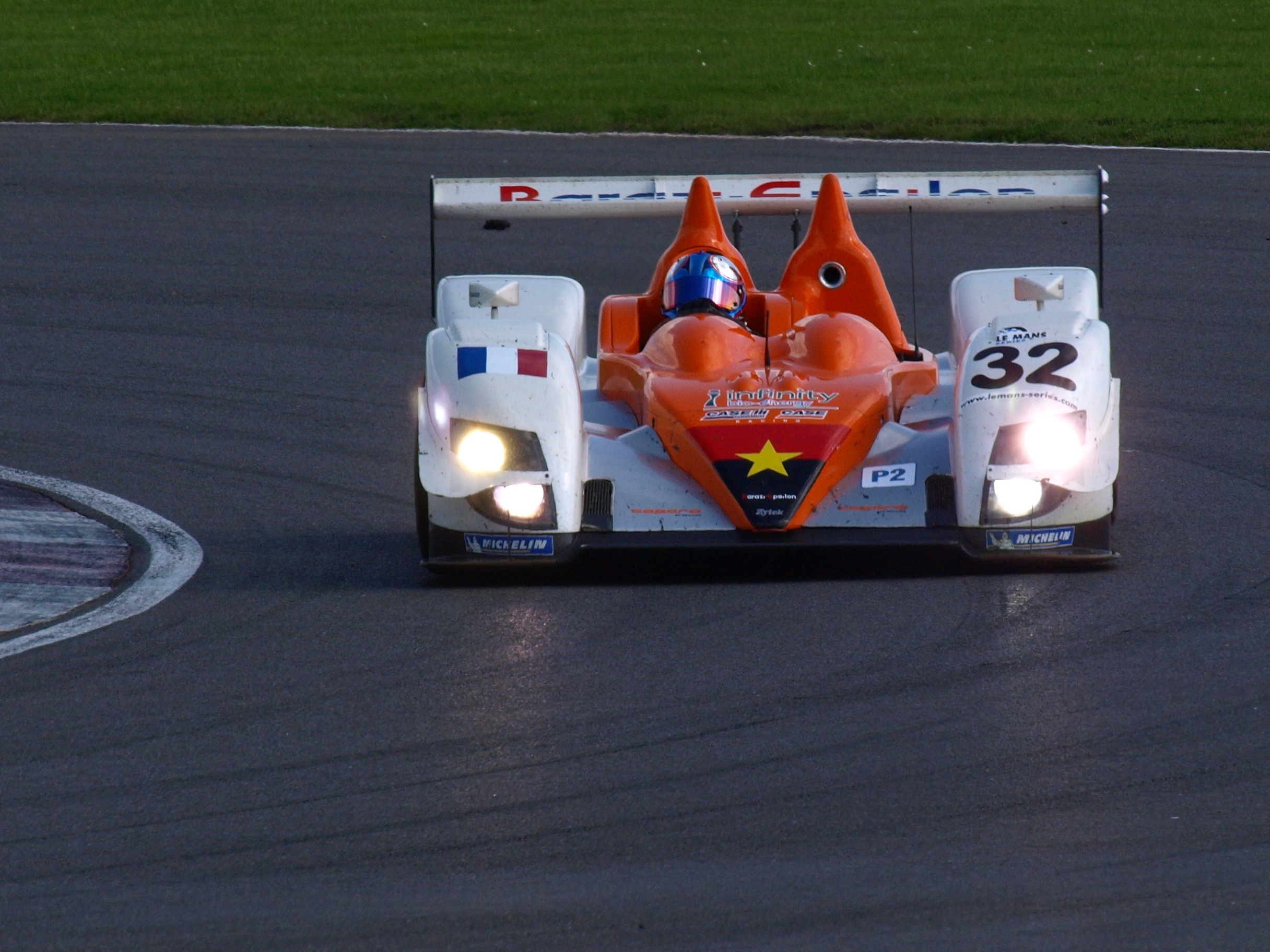
Der Zytek 07S/2 von Juan Barazi, Fernando Rees und Michael Vergers
beim 1000-km-Rennen von Silverstone 2008

Michael Peter Vergers (* 24. Juni 1969 in Alkmaar) ist ein niederländischer Autorennfahrer.

## Karriere als Rennfahrer
Michael Vergers begann seine Karriere wie so viele andere Fahrer im Kartsport. Vergers fuhr ab dem Alter von 14 Jahren Kartrennen in Spanien. 1984 wurde er spanischer Southern Junior Champion und 1986 Vierter in der nationalen spanischen Meisterschaft. Nach einem Fahrerlehrgang in der Jim Russell Racing Drivers School 1987 stieg er 1988 in den Monopostosport ein. Er fuhr zuerst Formel-Ford-Rennen und gewann die RAC Formel Ford Meisterschaft 1990. Danach wechselte er in die Formel Opel Lotus. 1992 wurde er dort Neunter in der Euroseries. 1993 ging er in die Vereinigten Staaten und startete zwei Jahre in der Barber Dodge Pro Series. Bis zum Ablauf der Rennsaison 2008 blieb Vergers in der Formel Ford aktiv und fuhr parallel dazu ab 1996 Rennen in der britischen GT-Meisterschaft.
In den 2000er-Jahren verlegte Vergers sein Engagement in den Sportwagensport. Diese Engagements führten unter anderem über die V8-Star in die European- und American Le Mans Series. 2006 gewann er gemeinsam mit Juan Barazi die Gesamtwertung der LMP2-Klasse der European Le Mans Series.
Michael Vergers war mehrmals beim 12-Stunden-Rennen von Sebring und beim 24-Stunden-Rennen von Le Mans am Start. Im September 2005 umrundete er mit einem in Großbritannien straßenzugelassenen Radical SR8 die Nordschleife des Nürburgrings in 6:56,010 Minuten. Damals die schnellste Rundenzeit für einen straßenzugelassenen Wagen auf dem Nürburgring.

## Statistik

### Le-Mans-Ergebnisse
| Jahr | Team             | Fahrzeug         | Teamkollege    | Teamkollege       | Platzierung | Ausfallgrund |
| ---- | ---------------- | ---------------- | -------------- | ----------------- | ----------- | ------------ |
| 2006 | Barazi-Epsilon   | Courage C65      | Juan Barazi    | Neil Cunningham   | Rang 21     |              |
| 2007 | Barazi-Epsilon   | Zytek 07S/2      | Juan Barazi    | Karim Ojjeh       | Ausfall     | Unfall       |
| 2008 | Barazi-Epsilon   | Zytek 07S/2      | Juan Barazi    | Stuart Moseley    | Rang 29     |              |
| 2009 | Virgo Motorsport | Ferrari F430 GTC | Sean McInerney | Michael McInerney | Rang 32     |              |

### Sebring-Ergebnisse
| Jahr | Team           | Fahrzeug            | Teamkolleg  | Teamkollege            | Platzierung | Ausfallgrund |
| ---- | -------------- | ------------------- | ----------- | ---------------------- | ----------- | ------------ |
| 2005 | IN2 Racing     | Porsche 996 GT3-RSR | Juan Barazi | Andrew Thompson        | Rang 16     |              |
| 2006 | Barazi Epsilon | Courage C65         | Juan Barazi | Elton Julian           | Rang 15     |              |
| 2008 | Barazi Epsilon | Zytek 07S           | Juan Barazi | Jean-Christophe Ravier | Ausfall     | Unfall       |